# Bulyovszky Gyula
Gyulafalvai Bulyovszky Gyula (Rákoskeresztúr, 1826. április 5. – Budapest, 1883. április 17.) magyar ügyvéd, hírlapíró, miniszteri fogalmazó, a márciusi ifjak egyike.

## Élete

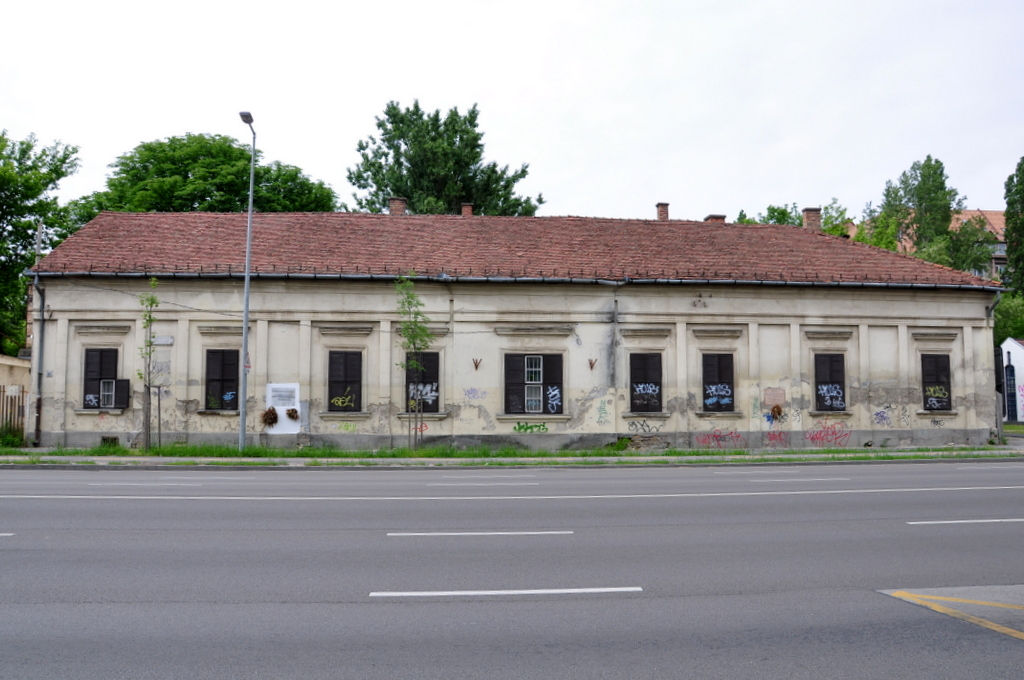
Egykori szülőháza a mai XVII. kerületben, a Pesti út 107. alatt ma elhagyatott, romos

Az evangélikus felekezetű nemesi származású gyulafalvai Bulyovszky család sarja. Apja, gyulafalvai Bulyovszky Lajos gazdatiszt volt; anyja Győrfy Franciska. A gimnázium első négy (grammatikai) osztályát 1835 és 1839 között a 
pesti piaristáknál végezte, majd Debrecenben fejezte be. A jogot a pesti egyetemen hallgatta, és 1847-ben ügyvédnek esküdött fel. 1848-ban a márciusi napok egyik főszereplője volt, a 12 pont egyik fogalmazója, azután hivatalnok lett a magyar belügyminisztériumnál; a szabadságharc után kizárólag az irodalomnak élt. Külföldön sokat utazott, különösen Németországban; 1852-ben Londonban volt.
1848. november 9-én a Deák téri evangélikus templomban feleségül vette Szilágyi Lilla színésznőt, aki Bulyovszky Lilla, külföldön Lilla von Bulyovszky néven lett híres. Az esküvői tanúk Kovács Sebestény Endre orvos és Emődy Dániel miniszteri fogalmazó voltak.

## Munkái

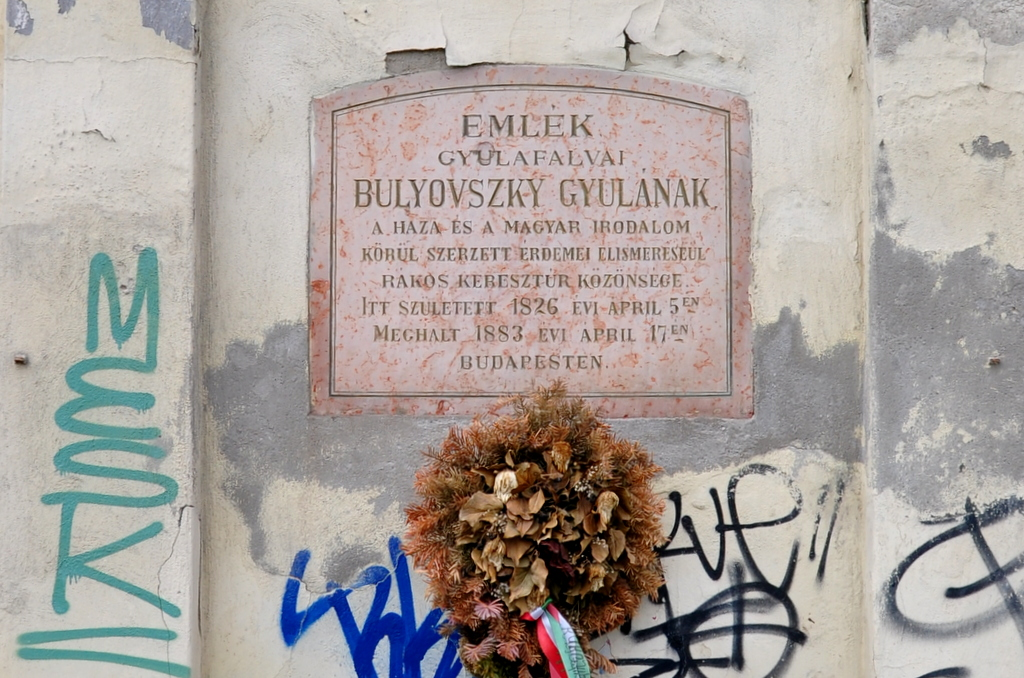
Emléktáblája egykori szülőházának falán

Az írói hajlam már kora ifjúságában fölébredt benne. A protestáns iskolákban szokásos magyar iskolának Érdemkönyvében Hadur és Kelet című műveivel tüntette ki magát. Bölcselethallgató korában több novellát és költeményt közölt a Regélő P. Divatlapban (1843. 12. sz. első epigrammja), a Honderűben (1843) és a Pesti Divatlapban (1844–1846). 1844-ben a Bartay színigazgató által kitűzött jutalomdíjra Pest éjjel című színművével pályázott, de siker nélkül; a díjat Szigligeti Szökött katonája nyerte el. Öregeknek bajt okoz a szerelem című színművét a színigazgatóság felszólítására két nap alatt készítette el, és az harmadnapra színpadra került. Nádaskay Lajossal lefordította Karl Gutzkow szomorújátékát, az Uriel Acosta-t (bemutatták a Nemzeti Színházban 1850. június 20-án). Színbírálatokat írt és műkedvelő társaságot szervezett jótékony célokra. 1847-ben az Életképek rendes munkatársa lett és verseket írt a győri Hazánkba; 1848-ban a Nemzeti Ujság színikritikusa és Kossuth Hírlapjának is munkatársa volt. 

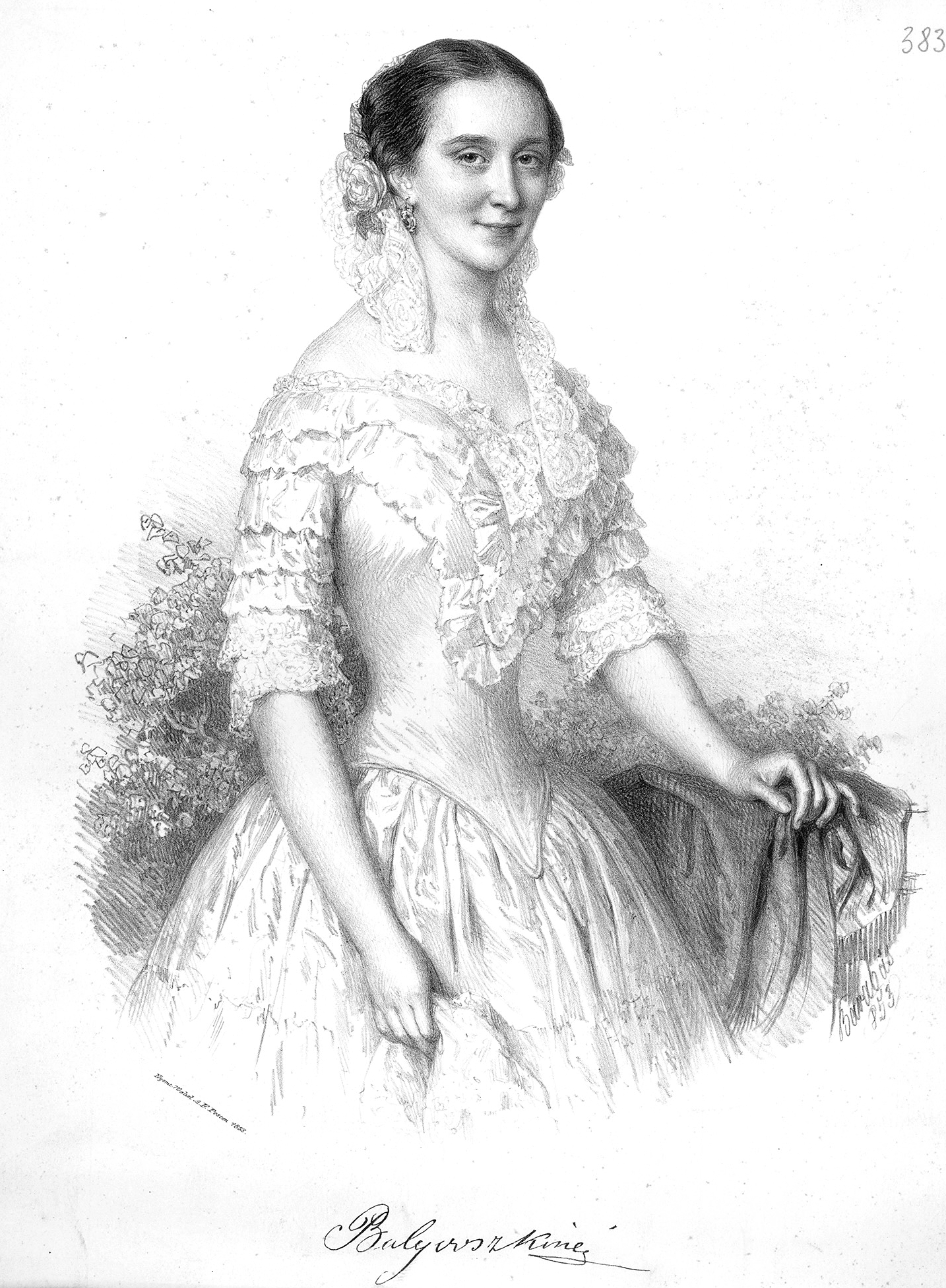
Bulyovszkyné Szilágyi Lilla

Legnevezetesebb működése azonban a tárcaírás volt. Magyarországon ő volt ennek egyik megteremtője és fáradhatatlan művelője. A francia csevegések utánzásával, könnyedén, eleven észjárással írt. 1849 végén a Magyar Hírlap című hivatalos lapnál kezdte meg tárcaírói pályáját, melyet csaknem haláláig folytatott különböző lapoknál. Közben képzőművészeti és színikritikákat, elbeszéléseket is a következő lapokba: Pesti Röpivek (1850.), Hölgyfutár (1850–63.), Magyar Hirlap (1849–56.), Budapesti Hirlap (1853–60.), Divatcsarnok (1854.), P. Napló (1855. II. 29. 37. 52. sz., 1857. 220–61. sz.), Délibáb (1855–57.) (protestáns létére Danielik barátsága révén a Religióba is dolgozott), Családi Lapok (1855.), Szépirodalmi Közlöny (1857.), M. Néplap (1857.), Koszorú (1863.), Ország Tükre (1863.), Aradi Lapok (1868–69.), Fővárosi Lapok (1870. 1876. 1878. 1883. utolsó beszélye Náthán és Mária), Csöndes Órák (1878.), Ország-Világ (1880–81.), Tavasz. című zsebkönyvbe (1861), valamint az általa szerkesztett és kiadott lapokba és naptárakba.
Alapítója és szerkesztője volt a Nefelejts című szépirodalmi divatlapnak 1859. április 3-ától 1864. december 25-éig; ekkor Friebeisz Ferenc vette át a lapot. Társtulajdonos maradt 1875. február 28-áig, amikor a lap címét Divat-Nefelejtsre változtatta; ennek is társtulajdonosa volt 1875. március 7-étől augusztus 28-áig.
Szerkesztette a Hölgyfutárt 1862. április 1-jétől november 1-jéig; a Sürgöny című politikai napilapot 1864. december 11-étől 1866. december 30-áig; az első magyar humorisztikai naptárt Vas Gerebennel együtt 1851-re, „mindazok használatára, a kik az 1850. év után Magyarhonban még magyarokúl megmaradtak”, melyet a rendőrség lefoglalt; a Gombostű-Naptárt Rózsaági Antallal 1863–66-ra.
További munkái
- A székely leány, ered. regényes víg opera 3. felv. Egy franczia szöveg használatával. Zenéje Huber Károlytól. Pest, 1858.[13]
- Nesze semmi, fogd meg jól, énekes vígjáték 3 felvonásban. Először a Népszínházban játszották 1868. június 10-én.[14]
- Fuzio, vígj. 3 felv. Bpest, 1879. (Nemz. Szinház Könyvtára 124. Először a Nemzeti Színházban  játszották 1878. november 29-én. Ism. P. Napló 283. Hon 284. N. Hirlap 323. Főv. Lapok 271. sz. és Beöthy Zsolt, Szinműírók 45. l.)[15]

1854 tavaszán a Budapesti Hírlapnál Szilágyi Ferenc szerkesztő megbízásából kapásból magyar fordítást készített a Wiener Zeitungban április 9-én megjelent császárhimnusz, a Gott erhalte  (Tarstd meg, Isten, Ferenc császárt)  hivatalos német nyelvű szövege alapján. Három nappal a későbbiekben meg is jelent a lapban, később a fordítást munkatársával, Nádaskay Lajossal közösen átdolgozta és az Akadémián keresztül eljuttatta a hatóságokhoz. Azonban a Gott erhalte így sem vált néphimnusszá a magyarok körében, a közvélemény nagy része számára elfogadhatatlan maradt. Ennek egyik oka volt, hogy a megtorló kivégzéseket, mint az aradi vértanúkét is, a császári himnusszal fejezték be. A Gott erhalte magyar nyelvű szövege Érhalmi Gerő fordítói álnévvel került a magyar iskolákba.

## Álneve és jegyei
Inokai Csalán, B. Gy. és B. Gyula.

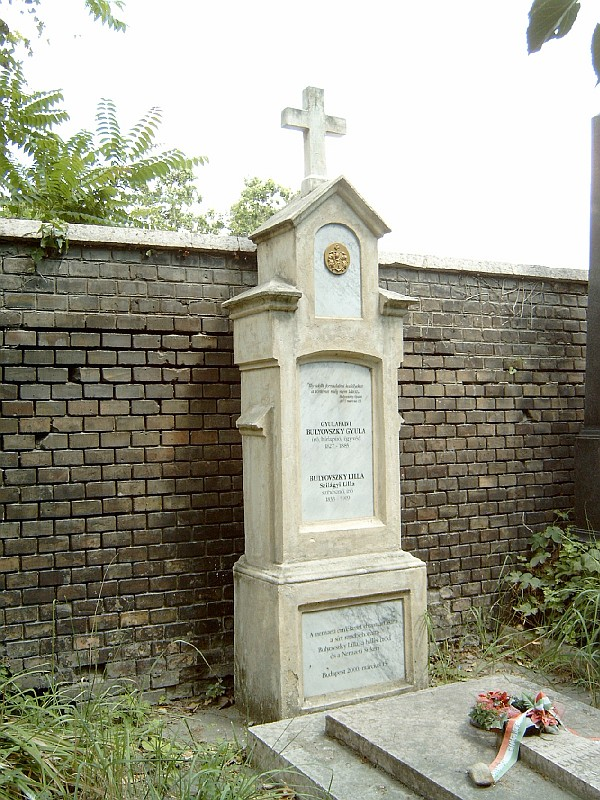
Bulyovszky Gyula és felesége, Bulyovszkyné Szilágyi Lilla sírja Budapesten. Kerepesi temető: B. 302.

Arcképe fametszetben megjelent a Nyáry Albert, A magyar forradalom napjai 2. füzete mellett 1848-ban Pesten, aczélmetszetben a Pollák (most Légrády) testvéreknél és a Hölgyek Lapja munkatársai cz. kőnyomatú műlapon (Elischer Lajos rajza és Légrády-testvérek kiadása Budapesten, 1880.)

## Alapítványa
1883. május 12-én kelt végrendelete szerint „Bulyovszky Gyula emlékalapítványa” (Bulyovszky-díj) címen 2000 forintot hagyományozott az Akadémiának. Az alapítvány kamataiból kitűzött díjat ódakölteményt író pályázók jutalmazására szánta. Kívánsága szerint az ódaköltemény tárgya lehetőleg az 1848–1849-es magyar függetlenségi harc valamely eseménye legyen. Az Akadémia a pályázat tárgyát „a magyar nemzet hazafias küzdelmeinek érzelem- és eszmekörével kapcsolatos témákra” bővítette. A Bulyovszky-jutalom iránt élénk érdeklődés nyilvánult meg, minden pályázatra számos költemény érkezett, de megfelelő színvonal hiányában csak kevésszer ítélték oda. Két ízben a pályadíjat már megjelent művek (Gyulai Pál, Kozma Andor) utólagos jutalmazására fordították, s csak két esetben, 1905-ben (Kun Béla újságírónak) és 1910-ben (Maday Gyula költőnek) ítélték oda a díjat a pályázatra írt ódaköltemény szerzőjének. A sorozatos sikertelenség okát az 1918. évi bíráló bizottság jelentésében azzal magyarázta, hogy „a költői pályázatok szokása a XX. században teljesen elavult”. A Bulyovszky-jutalmat utolsó ízben 1922-ben ítélték oda, az 1923. évi határidővel hirdetett pályadíj elbírálására már nem került sor.